# Таран, Юрий Андрианович
Ю́рий Андриа́нович Тара́н (3 июля 1930, Артёмовск, Донецкая область, Украинская ССР, СССР — 27 мая 2017, Донецк, Донецкая область, Украина) — советский и украинский писатель, военный моряк, журналист.

## Биография
Родился, вырос в украинском городе Артёмовск, здесь же окончил среднюю школу № 7 («Школа имени Максима Горького»).
После окончания средней школы уехал в Ленинград, поступил в военный вуз — стал курсантом по специальности «корабельный штурман» Ленинградского Высшего военно-морского училища имени М. В. Фрунзе. После учёбы получил назначение на Черноморский флот, где прошёл путь морского офицера от лейтенанта до капитан-лейтенанта. Молодому офицеру пришлось принимать участие в обнаружении боевых мин, оставленных немцами в Чёрном море. Он был награждён 8 медалями за безупречную воинскую службу. На страницах флотских газет публиковал свои первые стихи и военные рассказы.
В 1960 капитан-лейтенант ВМФ Юрий Таран был переведён в Томск для дальнейшей службы военным представителем (военпредом) на одном из оборонных предприятий. В Томске Ю. Таран продолжил попробовать свои силы на литературном поприще. Ему удалось в издательствах Западной Сибири напечатать три сборника юмористических рассказов, хорошо принятых читателями. Они назывались «По живому клиенту», «Инородное тело» и «Оранжевые пятна».
Сатирические миниатюры Юрия Тарана вошли в коллективный сборник «Крах Хамана» (Томск). Рассказ «Письма Кости Искурыкина» завоевал второе место на конкурсе журнала «Шмель», вошёл в сборник «Сибирские рассказы», изданный в Болгарии.
После ухода в запас (1973 ?) Юрий Таран уехал из Томска в Украинскую ССР, в свой родной город Артёмовск и несколько лет работал заведующим отделом писем в местной газете «Вперёд». Здесь в Донецкой области он также печатал свои новые юмористические литературные произведения. В 1976 году Юрий Андрианович переехал в областной центр, где продолжал работать журналистом, был корреспондентом газеты «Вечерний Донецк». В издательстве «Донбасс» в 1988 (переиздание: 2011, наименование «Очевидное—невероятное») году вышел его сборник «Очевидно, невероятное».
Одновременно он публиковался в коллективных сборниках и журналах, в том числе в социалистических странах — в Болгарии, ЧССР, ГДР.
В 1967 был одним из победителей конкурса «Улыбка-67», проводимого всесоюзным журналом «Крокодил». Его рассказы публиковались в журналах «Сибирские огни», «Шмель», «Чаян», «Аврора» и др.
Первая книга — сборник юмористических рассказов «По живому клиенту» была издана в Новосибирске в 1973 году. «Инородное тело», вторая его книга рассказов, вышла в Кемерово (1974). Автор книг «Оранжевые пятна» (Новосибирск, 1976), «Очевидно, невероятное» (Донецк, 1988).
У Юрия Тарана есть и автобиографическая книга о пережитом в детстве и юности. Первая часть этой книги «Дети Собачовки» рассказывает о довоенных годах жизни в Артёмовске (ныне Бахмут).

## Награды
Медали СССР. Грамоты. Дипломы лауреата конкурсов.

## Сочинения
- Таран, Юрий. (юмористические рассказы) // Крах Хамана (сборник рассказов сибирских писателей). — Томск: Томское книжное издательство, 1963.
- Таран, Юрий. Взрыв «Безумия» (фантастические юморески, 1966).
- Таран, Юрий. Репортаж из будущего" (1968).
- Таран, Юрий. По живому клиенту [юмористические рассказы]. — Новосибирск: Западно-Сибирское книжное издательство, 1973. — 78 с., ил.
- Таран, Юрий. (8 рассказов) // Извлечение с корном (сборник рассказов сибирских писателей). — Новосибирск: Западно-Сибирское книжное издательство, 1973. — С. 46—58, [портрет писателя].
- Таран, Юрий. Инородное тело [юмористические рассказы]. — Кемерово: Западно-Сибирское книжное издательство (Кемеровское отделение), 1974. — 87 с., ил.
- Таран, Юрий. Эксперимент (1976, 1988).
- Таран, Юрий. Их нравы (цикл из 4 рассказов, 1976).
- Таран, Юрий. Оранжевые пятна (сборник рассказов, 1976).
- Таран, Юрий. Очевидно, невероятное [сборник рассказов]. — Донецк, 1988.
- Таран, Юрий. Очевидное—невероятное [сборник рассказов] / 4-е издание, доп. — Донецк, 2011.